# EuroVelo4
EuroVelo4, nazývaná také EuroVelo 4 - Trasa střední Evropou nebo anglicky EuroVelo 4 - Central Europe Route a značená také EV 4, je cca 5100 kilometrů dlouhá mezinárodní evropská cyklistická trasa, která vede z francouzského přístavu Roscoff, přes Belgii, Německo, Česko, Polsko až do Kyjeva na Ukrajině. EuroVelo4 patří do Evropské dálkové sítě EuroVelo, kterou koordinuje Evropská cyklistická federace, u nás zastoupená Nadací Partnerství.

## EuroVelo4 v Česku
V Česku má cyklotrasa EuroVelo 4 délku 918 km. Vede od Česko-německé státní hranice např. přes místa Cheb, Sokolov, Loket, Karlovy Vary, Chýše, Rakovník, Roztoky, Žebrák, Beroun, Karlštejn, Praha, Nymburk, Kolín, Kutná Hora, Čáslav, Hlinsko, Žďár n. Sázavou, Bystřice nad Pernštejnem, Veverská Bitýška, Brno, Slavkov u Brna, Bučovice, Kyjov, Strážnice, Veselí nad Moravou, Uherský Ostroh, Uherské Hradiště, Otrokovice, Kroměříž, Tovačov, Přerov, Lipník nad Bečvou, Hranice, Teplice nad Bečvou, Skalička, Hustopeče nad Bečvou, Starý Jičín, Kunín, Bartošovice, Proskovice, Ostrava, Landek, Vrbice, Bohumín a Starý Bohumín až na česko-polskou státní hranici, kde dále pokračuje do Polska. Trasa je celoročně volně přístupná.

## EuroVelo4 v Polsku
V Polsku vede trasa přes Slezské vojvodství, Malopolské vojvodství a Podkarpatské vojvodství a dále na Ukrajinu.

## Galerie

EuroVelo4 v České republice
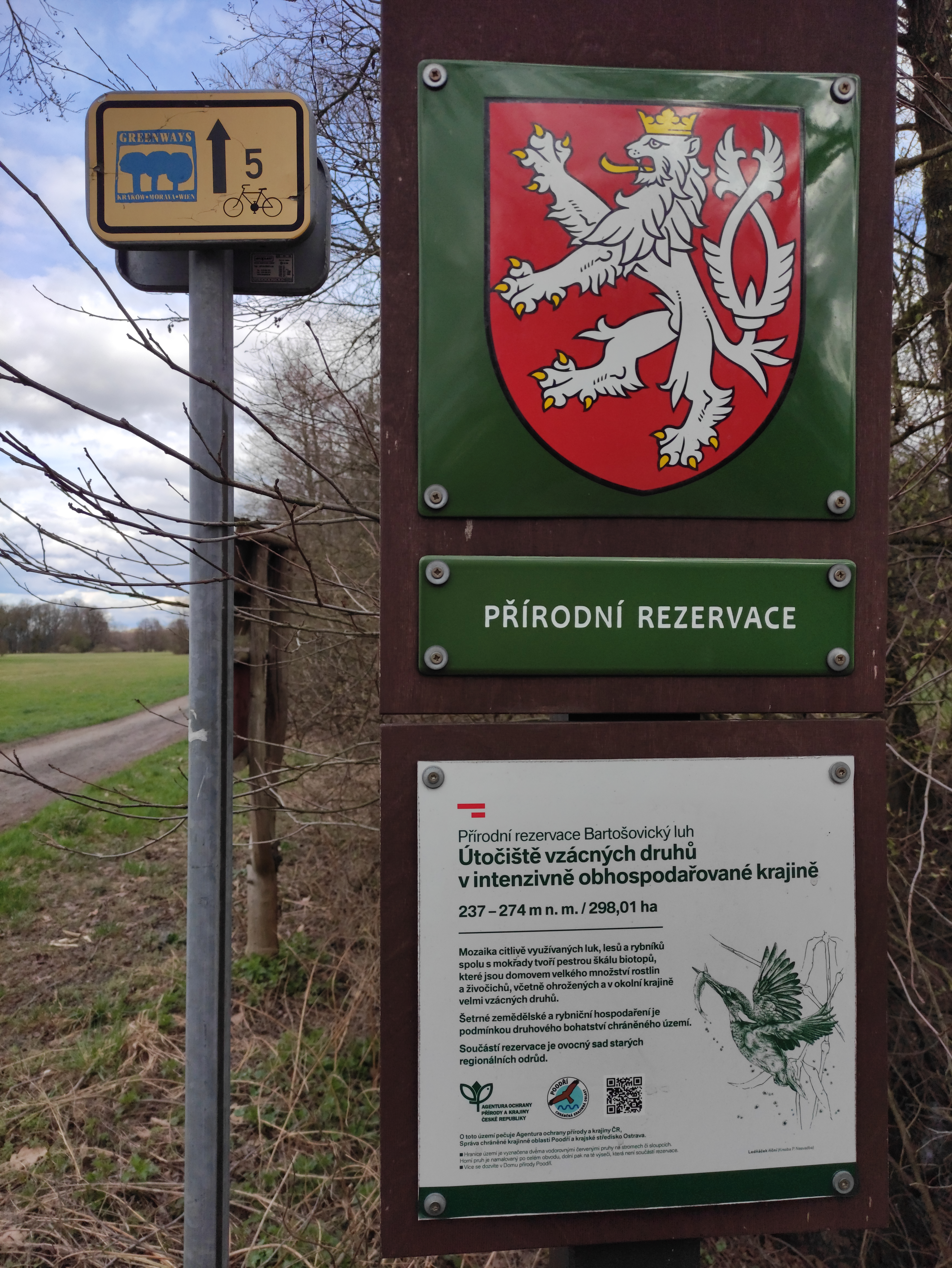
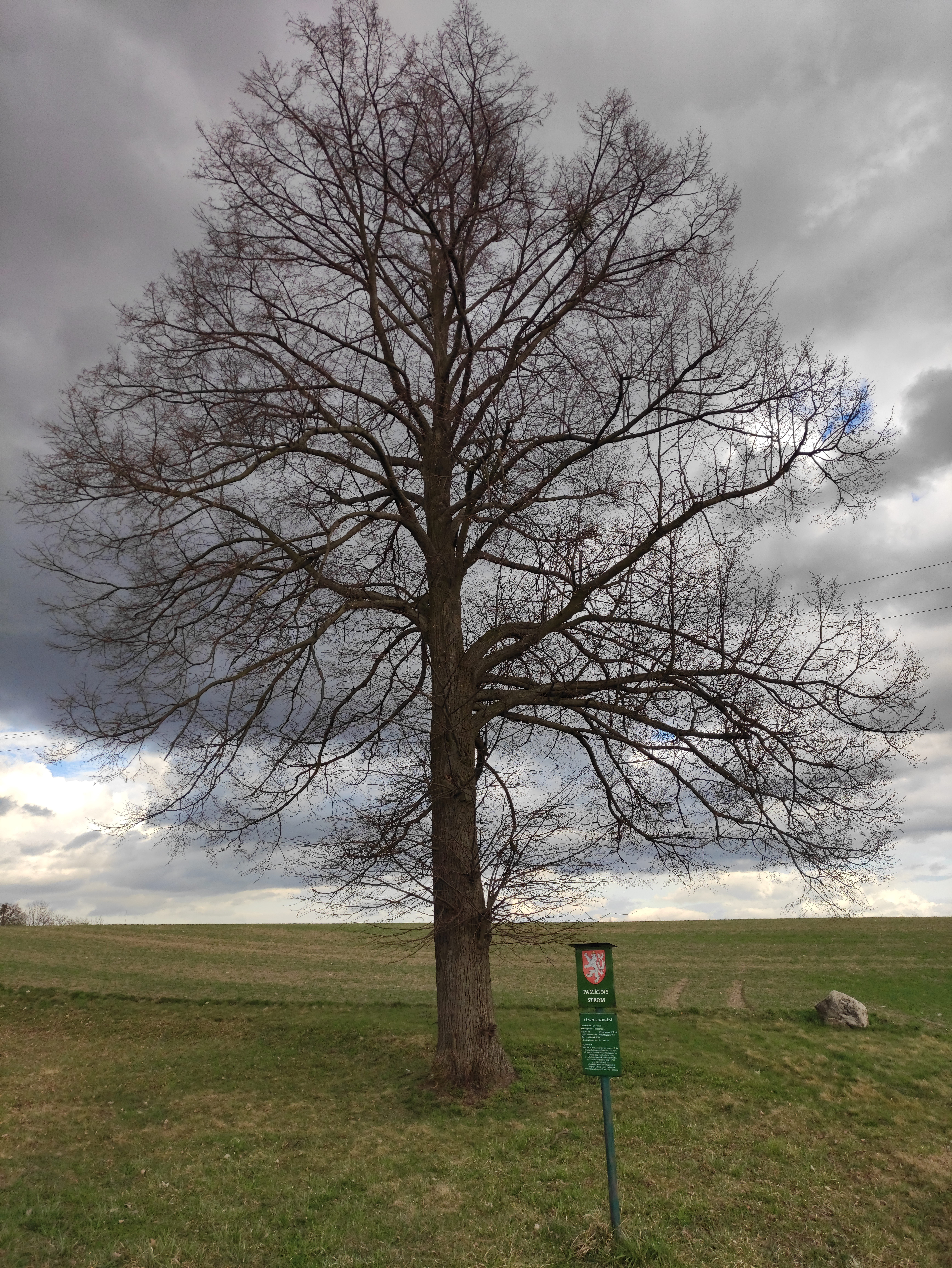
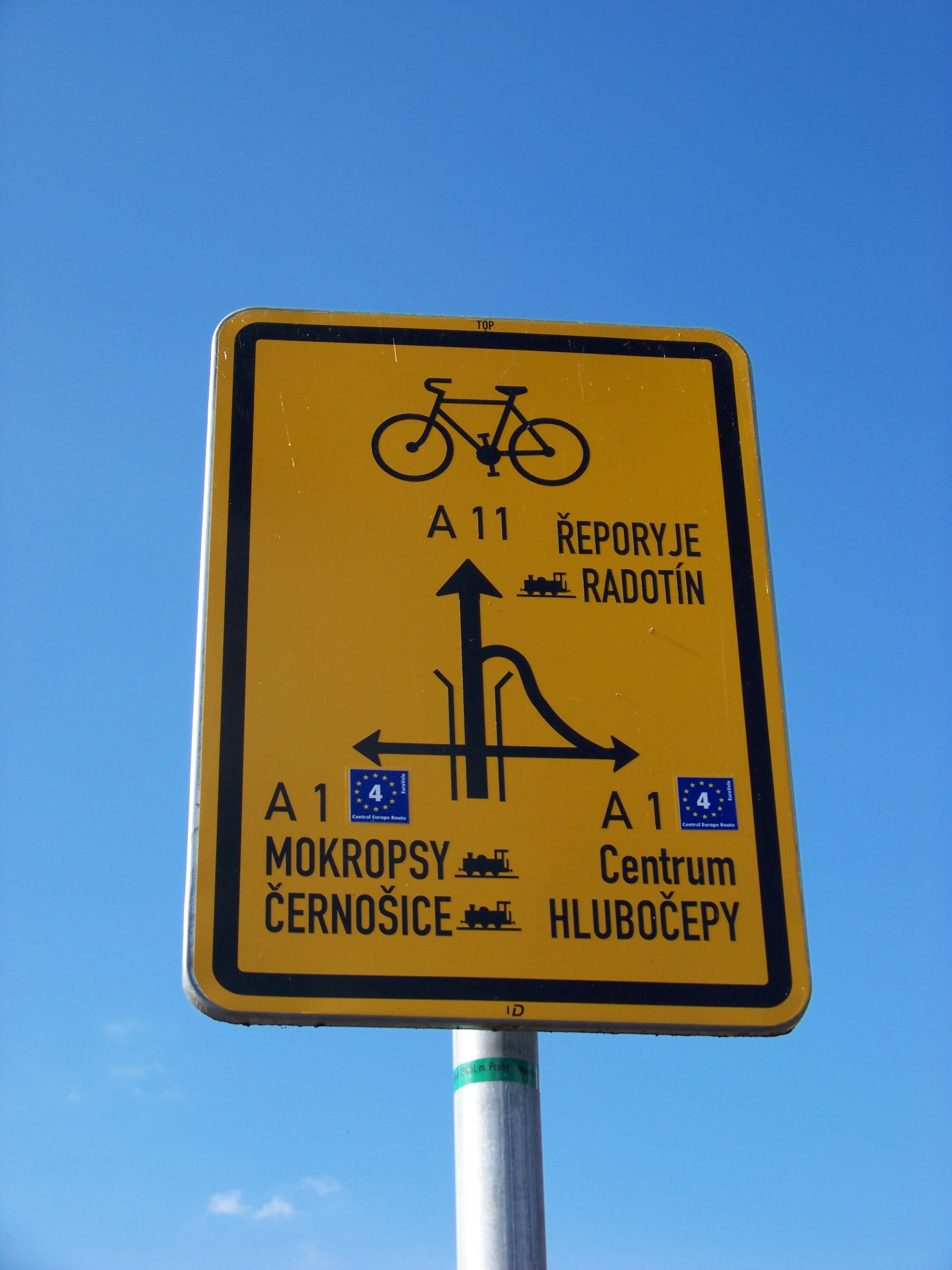